# Oreodera howdeni
Oreodera howdeni är en skalbaggsart som beskrevs av Monné och Lúcia Maria de Campos Fragoso 1988. Oreodera howdeni ingår i släktet Oreodera och familjen långhorningar.
Artens utbredningsområde är Costa Rica. Inga underarter finns listade i Catalogue of Life.